# Colusa (Mar Negro)
Colusa (en griego, Κόλουσσα) era el nombre de una antigua ciudad situada en la costa sur del Mar Negro. 
La ciudad de Colusa es citada en el Periplo de Pseudo-Escílax, donde se la menciona como la primera ciudad griega perteneciente a Paflagonia, viniendo desde el este, entre el puerto de Estéfane y la ciudad de Cinolis.